# Placosternus crinicornis
Placosternus crinicornis là một loài bọ cánh cứng trong họ Cerambycidae.